# Ashley Judd
Ashley Judd Embaixador(a) da boa vontade da UNFPA (Ashley Tyler Ciminella, Granada Hills, 19 de abril de 1968) é uma atriz americana.

## Biografia
Quando era mais nova, Ashley chegou a trabalhar para a mãe e a irmã, as cantoras de country Naomi e Wynonna Judd, limpando o ônibus de viagem das duas, quando saiam em turnê, por 10 dólares ao dia. Quando estava na escola, trabalhou como garçonete. Ashley é formada em língua francesa na Universidade de Harvard e Administração Pública na Kentucky University. Em 1991, Ashley estreou como atriz em dois episódios de Star Trek: The Next Generation, e conseguiu um papel recorrente na série Sisters. Ashley deveria integrar o elenco da série Home Improvement, mas recusou por preferir fazer cinema a televisão. O papel acabou ficando com Pamela Anderson.
Em 2002, Ashley entrou na lista da revista norte-americana FHM das 100 mulheres mais sexy do ano ao lado de Anna Kournikova, Britney Spears, Halle Berry, Angelina Jolie e Jennifer Aniston. Ela ficou em 20º lugar. Desde 12 de dezembro de 2001, Ashley estava casada com o piloto de corridas Dario Franchitti. Os dois moravam na Escócia e, antes do casamento, estavam noivos desde 1999, entretanto, em janeiro de 2013 o casal separou-se.

## Ativismo político
Em 2009, Judd apareceu em um vídeo de um minuto para um anúncio do Defenders of Wildlife Action Fund, no qual condenou a governadora do Alasca, Sarah Palin, por apoiar a caça ao lobo. Em resposta, Palin declarou o motivo pelo qual estes lobos são mortos, segundo ela, a caça é feita para proteger a população de caribus do Alasca.

## Filmografia

### Cinema

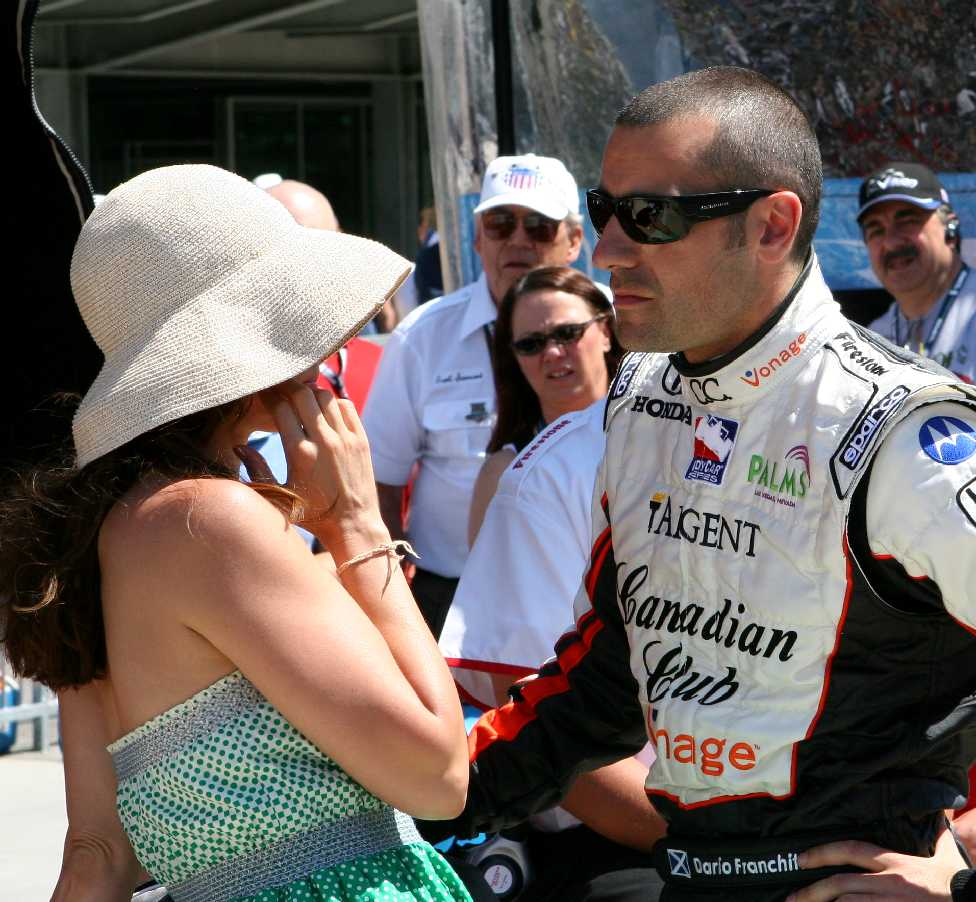
Judd e seu marido Dario Franchitti em Indianapolis em 2007

| Ano  | Título                                 | Título em português                              | Papel                                           |
| ---- | -------------------------------------- | ------------------------------------------------ | ----------------------------------------------- |
| 1992 | Kuffs                                  |                                                  | Esposa do proprietário da loja de tintas        |
| 1993 | Ruby in Paradise                       |                                                  | Ruby Lee Gissing                                |
| 1994 | Love Can Build a Bridge                |                                                  | Ashley Judd                                     |
| 1995 | Heat                                   | br: Fogo Contra Fogo                             | Charlene Shiherlis                              |
| 1995 | Smoke                                  |                                                  | Felicity                                        |
| 1995 | The Passion of Darkly Noon             |                                                  | Callie                                          |
| 1996 | A Time to Kill                         | br: Tempo de Matar                               | Carla Brigance                                  |
| 1996 | Norma Jean & Marilyn                   | br: A Verdadeira História de Marilyn Monroe      | Norma Jean                                      |
| 1996 | Normal Life                            | br: Fronteiras do Crime                          | Pam Anderson                                    |
| 1997 | Kiss the Girls                         | br: Beijos que Matam                             | Dra. Kate McTiernan                             |
| 1997 | The Locusts                            |                                                  | Kitty                                           |
| 1998 | Simon Birch                            | br: Pequeno Milagre                              | Rebecca Wenteworth                              |
| 1999 | Double Jeopardy                        | Risco Duplo                                      | Elizabeth 'Libby' Parsons                       |
| 2000 | Where the Heart Is (2000)              | br: Onde Mora o Coração                          | Lexie Coop                                      |
| 2000 | Eye of the Beholder                    |                                                  | Joanna Eris                                     |
| 2001 | Someone Like You                       | br: Alguém Como Você                             | Jane Goodale                                    |
| 2002 | Frida                                  |                                                  | Tina Modotti                                    |
| 2002 | Divine Secrets of the Ya-Ya Sisterhood | br: Divinos Segredos                             | Jovem Vivi Abbott Walker                        |
| 2002 | High Crimes                            | br/pt: Crime em Primeiro Grau                    | Claire Kubik                                    |
| 2004 | De-Lovely                              | br: De-Lovely - Vida e Amores de Cole Porter     | Linda Porter                                    |
| 2004 | Twisted                                | br: A Marca                                      | Jessica Shepard                                 |
| 2006 | Come Early Morning                     | br: Encontros ao Acaso pt: Amargo Amanhecer      | Lucy                                            |
| 2007 | Bug                                    |                                                  | Agnes White                                     |
| 2007 | India's Hidden Plague                  |                                                  | Ela própria                                     |
| 2009 | Helen                                  | br: As Faces de Helen                            | Helen                                           |
| 2009 | Crossing Over                          | br: Território Restrito pt: Para Lá da Fronteira | Denise Frankel                                  |
| 2010 | Tooth Fairy                            | br: O Fada do Dente                              | Carly                                           |
| 2011 | Flypaper                               | br: Assalto em dose dupla                        | Kaitlin                                         |
| 2011 | Dolphin Tale                           |                                                  | Lorraine Nelson                                 |
| 2013 | Olympus Has Fallen                     | br/pt: Invasão a Casa Branca                     | Margaret Asher Primeira Dama dos Estados Unidos |
| 2014 | Big Stone Gap                          | Big Stone Gap                                    | Ave Maria Mulligan                              |
| 2014 | Divergente                             | Divergente                                       | Natalie Prior                                   |
| 2015 | The Divergent Series: Insurgent        | A Série Divergente: Insurgente                   | Natalie Prior                                   |
| 2016 | The Divergent Series: Allegiant        | A Série Divergente: Convergente                  | Natalie Prior                                   |
| 2016 | Barry                                  | Barry                                            | Ann Dunham                                      |
| 2016 | Good Kids                              | Boas Crianças                                    | Gabby                                           |
| 2017 | Trafficked                             | Traficado                                        | Diane                                           |
| 2019 | A Dog's Way Home                       | O caminho de um cachorro para casa               | Terri                                           |

### Televisão
| Ano     | Título                         | Papel          | Notas                          |
| ------- | ------------------------------ | -------------- | ------------------------------ |
| 1991    | Star Trek: The Next Generation | Robin Lefler   | Episódio "Darmok" e "The Game" |
| 1991–94 | Sisters                        | Reed Halsey    | 32 episódios                   |
| 2012    | Missing                        | Becca Winstone | Minissérie Papel principal     |